# Посёлок имени Ленина (Курская область)
Посёлок имени Ленина  — посёлок в Советском районе Курской области.

## История посёлка
Первые упоминания датируются 1890 г., тогда была построена железная дорога от Курска до Воронежа. Возникла станция — разъезд, получившая своё название по ближайшему населённому пункту — старинного казачьего села Мармыжи.
С 1892 г., когда появилась железнодорожная ветка Мармыжи — Ливны, станция стала узловой. Построили деревянный вокзал, четыре дома, водокачку, депо; телеграф и почта находились в здании вокзала.
Земля, походившая к станции, принадлежала крестьянам из деревни Волжанчик и называлась Нарезком. С постройкой железной дороги некоторые жители Волжанчика начали переселяться на станцию Мармыжи.
В 1913 году в поселке начала строиться церковь в честь 300-летия дома Романовых.
В 1941—1943 годах во время ВОВ станция принимала участие в событиях Курской битвы. Станцию обороняли 13 бронепоездов. В результате боевых действий станция была полностью разрушена.
В конце 1940-х годов была отстроен железнодорожный вокзал, инфраструктура станции была полностью восстановлена.
Близость к железнодорожному полотну (Курск—Касторное) привлекала жителей окрестных деревень. В Мармыжах селились выходцы из сел Переволочное, Гриневка, Ледовское, Крестище, Мелеховчик, Юрасово, Азовка, Раково, Горявинка.

## Население
| 2002 | 2010 |
| ---- | ---- |
| 816  | ↘667 |